# APE100
APE100 era una famiglia di supercomputer SIMD sviluppati dall'Istituto Nazionale di Fisica Nucleare (INFN) tra il 1989 e il 1994. I sistemi furono sviluppati per lo studio della struttura delle particelle elementari tramite teorie di gauge su reticolo, in particolare la cromodinamica quantistica. Il progetto partiva dall'esperienza del precedente sistema APE, progettato nel 1984 e iniziato nel 1986.
La macchina è stata sviluppata nelle sedi di Roma e Pisa dell'INFN, allora sotto la direzione di Nicola Cabibbo. Nel 1991 divenne il supercomputer più potente del mondo: strutturata secondo una topologia ipercubica contava 2048 CPU, ciascuna dotata di 128 registri. La potenza di calcolo era di 100 GigaFLOPS, da cui il numero. APE invece è l'acronimo di Array Processor Experiment (fino al 1987: Array Processor with Emulator).
All'interno dell'INFN viene completata la progettazione del prototipo, la realizzazione dei primi esemplari, del sistema operativo e del linguaggio di programmazione, inizialmente chiamato "ZZ" e nelle successive versioni ribattezzato "TAO", che è ora diventato un progetto Opensource  con il nome di OpenZz.
Una versione di APE100 è stata commercializzata da Alenia Spazio con il nome di Quadrics. Dopo il 1994 il progetto presso l'INFN è continuato con le nuove denominazioni APEmille ed APEnext.

## Citazioni
(Giorgio Parisi)